# زندگی کولی‌وار
زندگی کولی‌وار (فرانسوی: La Vie de Bohème‎) یک فیلم درام کمدی به کارگردانی آکی کائوریسماکی است که در سال ۱۹۹۲ منتشر شد.

## بازیگران
- متی پلونپا
- آندره ویلم
- ژان-پیر لئو
- لایکا
- ساموئل فولر
- لویی مال
- کنت کولی
- کاری وانانن